# Leendert Albert Ankum
Leendert Albert Ankum (Amsterdam, 25 november 1895 – Zaandam, 20 oktober 1970) was een Nederlands politicus van de PvdA.
Hij werd geboren als zoon van August Heinrich Ankum (1873-1964) en Maria Adriana Top (1872-1938). Aanvankelijk was hij net als zijn vader diamantbewerker maar later werd hij functionaris bij het partijsecretariaat van de SDAP (vooroorlogse voorganger PvdA). Ankum was 'chef de bureau' van het partijbestuur van de PvdA voor hij in 1946 benoemd werd tot burgemeester van Koog aan de Zaan. Kort na zijn pensionering in december 1960 was hij nog bijna een half jaar waarnemend burgemeester van Heiloo. Ankum overleed in 1970 op 74-jarige leeftijd.
Zijn zoon Pol Ankum was hoogleraar bedrijfseconomie aan de Universiteit van Amsterdam, en zijn zoon Hans Ankum was hoogleraar Romeins recht.